# Leucauge signiventris
Leucauge signiventris este o specie de păianjeni din genul Leucauge, familia Tetragnathidae, descrisă de Strand, 1913. Conform Catalogue of Life specia Leucauge signiventris nu are subspecii cunoscute.